# Kanton Durtal
Der Kanton Durtal war von 1790 bis 2015 ein französischer Wahlkreis im Arrondissement Angers, im Département Maine-et-Loire und in der Region Pays de la Loire. Sein Hauptort war Durtal.
Im Zuge der Umorganisation im Jahr 2015 wurde der Kanton aufgelöst und seine Gemeinden überwiegend dem Kanton Tiercé zugeteilt. Nur die Gemeinde Huillé wurde dem Kanton Angers-6 angeschlossen.
Vor der Umwandlung Frankreichs in eine Republik war Durtal bereits Sitz einer Grafschaft. Im Rahmen der Gebietsreform von 1790 wurde der Kanton Durtal zunächst dem Département Sarthe zugeordnet. Das seit alters her zum Anjou gerechnete Gebiet wurde dann 1806 ins Département Maine-et-Loire überführt und kam zum Arrondissement Baugé. Als dieses Arrondissement 1926 aufgelöst wurde, erfolgte die Zuordnung zum Arrondissement Angers.
Der Kanton umfasste Wahlberechtigte aus acht Gemeinden:
| Gemeinde             | Einwohner Jahr | Fläche km² | Bevölkerungsdichte | Code INSEE | Postleitzahl |
| -------------------- | -------------- | ---------- | ------------------ | ---------- | ------------ |
| Baracé               | 526 (2013)     | 13,46      | 39 Einw./km²       | 49017      | 49430        |
| Daumeray             | 1526 (2013)    | 40,53      | 38 Einw./km²       | 49119      | 49640        |
| Durtal               | 3382 (2013)    | 60,58      | 56 Einw./km²       | 49127      | 49430        |
| Étriché              | 1523 (2013)    | 19,6       | 78 Einw./km²       | 49132      | 49330        |
| Huillé               | 543 (2013)     | 12,53      | 43 Einw./km²       | 49159      | 49430        |
| Montigné-lès-Rairies | 378 (2013)     | 9,01       | 42 Einw./km²       | 49209      | 49430        |
| Morannes             | 1800 (2013)    | 40,73      | 44 Einw./km²       | 49220      | 49640        |
| Les Rairies          | 977 (2013)     | 8,41       | 116 Einw./km²      | 49257      | 49430        |